# Norma Croker
Norma Croker   (Brisbane, 11 de setembre de 1934 - Brisbane, 21 d'agost de 2019), posteriorment de casada Fleming, va ser una atleta australiana, especialista en curses de velocitat i salt de llargada, que va competir durant la dècada de 1950.
El 1956 va prendre part en els Jocs Olímpics d'Estiu de Melbourne, on va disputar dues proves del programa d'atletisme. En els 4x100 metres, formant equip amb Shirley Strickland, Fleur Mellor i Betty Cuthbert, va guanyar la medalla d'or i va establir dos rècords mundials, mentre en els 200 metres finalitzà en quarta posició. Quatre anys més tard, als Jocs de Roma, disputà tres proves del programa d'atletisme. Fou quinzena en la prova del salt de llargada, mentre en les altres dues proves quedà eliminada en sèries.
Durant la seva carrera esportiva no guanyà cap campionat nacional. El 2009 fou incorporada al Queensland Sport Hall of Fame.

## Millors marques
- 100 metres. 11,6" (1956)
- 200 metres. 23,5" (1956)
- Salt de llargada. 6.06 metres (19609[2][5]